# 左近径介
左近 径介（さこん けいすけ、1949年 - 2009年1月1日）は、日本のリュート奏者。栃木県宇都宮市出身。

## 経歴
栃木県立宇都宮東高等学校卒業。1976年、ケルン音楽大学（ドイツ）のギター科を卒業。改めて同大学のリュート科に移り、ミヒャエル・シェーファー、コンラート・ユングヘーネルに師事。1979年にリュート科を卒業する。帰国後、同年9月にソロリサイタルを開催。その後数多くのコンサートに出演のほか、ニッポン放送「新日鉄コンサート」、NHK-FM「午後のリサイタル」、「FMリサイタル」、NHKスペシャル「フィレンツェ・ルネサンス」等各方面で活躍。また、聖グレゴリオ音楽院のリュート講師も行っていた。
なお、帰国後は千葉市美浜区の自宅を拠点に演奏活動と並行して教授活動も行っていたが、2006年から演奏活動一本にとどめていた。しかし2007年頃から体調を崩し悪性リンパ腫と診断され第一線から退く。その後は静岡県伊東市に移住し、約1年半に渡り入退院を繰り返しながら闘病生活に専念していたが、3度目の入院後の2009年1月1日に静岡県伊東市内の病院で亡くなった。59歳没。